# CarX Street
CarX Street es un videojuego de carreras desarrollado y publicado por CarX Technologies para iOS, Android y Windows. Es la quinta entrega de la serie CarX.

## Jugabilidad
CarX Street permite a los jugadores moverse libremente por la ciudad abierta de Sunset City y sus alrededores, participando en varios tipos de carreras como sprints, carreras de deriva y carreras de clubes. Por ganar carreras, los jugadores reciben moneda del juego que puede usarse para mejorar los autos. Una de las características clave del juego es la posibilidad de comprar y coleccionar coches, así como personalizarlos en detalle para diferentes tipos de carreras. El juego ofrece una variedad de opciones para tunear autos, incluido cambiar su apariencia y características.

### Modos de juego
Los siguientes modos de juego están disponibles en CarX Street:
- Carreras de clubes: competiciones con participantes y jefes de varios clubes. En total, hay 15 clubes diferentes en el juego.
- Las carreras de élite son carreras en las que los jugadores también compiten con miembros y jefes de clubes, pero la recompensa por la victoria es mayor. Las carreras de élite están abiertas a los jugadores después de completar el club. Otra característica distintiva de las carreras de élite es la mayor dificultad de los oponentes.
- Carreras de deriva gratuitas: los jugadores deben acumular la cantidad requerida de puntos de deriva en un período de tiempo limitado. La carrera se desarrolla en un espacio de estacionamiento limitado y el jugador no tiene una ruta clara, la elige él mismo. Cuanto mayor sea el número de puntos, mayor será la recompensa.
- Carreras de deriva son carreras en las que los jugadores deben acumular una cierta cantidad de puntos de deriva en configuraciones de pista preparadas previamente. Cuanto mayor sea el número de puntos, mayor será la recompensa.
- 'Carreras de velocidad: carreras contra el tiempo. Los jugadores deben conducir una determinada configuración de pista en el menor tiempo posible. Algunas carreras añaden requisitos adicionales, como conducir en una pista con puntos de vida limitados en el coche o conducir en una pista con un número mínimo de accidentes. Cuanto menos tiempo dedique el jugador a completar la carrera, mayor será la recompensa.
- Modo de entrega de automóviles y repuestos: en este modo, el jugador actúa como mensajero y debe entregar un automóvil o paquetes en un tiempo limitado. Además del cronómetro, el jugador debe entregar el auto o las piezas con una cantidad mínima de daños.

#### Modos en línea
- Las Tablas de clasificación son carreras en línea asíncronas en las que los jugadores compiten por las primeras posiciones en la clasificación y reciben recompensas exclusivas. Hay varios subtipos de tablas de clasificación en el juego:
- Time Attack es un modo en el que los jugadores compiten con sus coches para lograr el tiempo más rápido en una pista. Por participar en este modo, los jugadores reciben moneda del juego.
- Time Hunters es un modo monoclase en el que todos los participantes reciben el mismo coche preconfigurado. Los jugadores pueden recibir este coche como recompensa.
- Mystery Car: en este modo, los jugadores compiten con sus propios autos y son recompensados con un auto aleatorio.
- Modo Batalla: carrera rápida uno contra uno. Los jugadores compiten en una pista preparada previamente, intentando adelantar a su oponente. Antes del inicio de la carrera, se realiza una apuesta que se destina a la recompensa del ganador.
- Modo Chase: una carrera rápida uno contra uno, donde el objetivo es alejarse de tu oponente una cierta distancia. En este modo no hay una ruta o zona fija; los jugadores eligen la ruta ellos mismos.
- Speed League es un modo de carreras clásico con la posibilidad de apostar en autos, oro o moneda normal del juego. Aquí los jugadores pueden personalizar los parámetros de la carrera, incluidas las carreras, el número de participantes y las colisiones. El modo admite carreras para hasta seis jugadores, y el ganador se lleva todas las apuestas.
- Street Net League es un modo similar a Speed League, pero sin la posibilidad de personalizar carreras. Las recompensas aquí son fijas y, al igual que Speed League, las carreras admiten hasta seis jugadores.

## Desarrollo y lanzamiento
Inicialmente, el juego CarX Street se desarrolló exclusivamente como un proyecto para PC y consolas de juegos, pero los desarrolladores de CarX Technologies decidieron cambiar el enfoque hacia el desarrollo móvil.
La versión iOS se lanzó en todo el mundo el 17 de noviembre de 2022. En la primera semana después del lanzamiento, el juego entró en la lista de los 5 juegos de carreras con mayor recaudación en el mundo App Store, ocupando la segunda posición.
El desarrollo de la versión de Android se retrasó debido a problemas técnicos y la necesidad de optimización. La prueba beta abierta de la versión de Android comenzó el 30 de diciembre de 2022 para jugadores de Rusia y los países de la CEI. El lanzamiento oficial de la versión de Android tuvo lugar el 8 de febrero de 2023. Hasta la fecha, la versión móvil ha recibido más de 50 millones de descargas y en 2023 unos ingresos de más de 10 millones de dólares.
Los desarrolladores han estado trabajando en la versión para PC de CarX Street durante 5 años. Las primeras menciones del proyecto se remontan a 2019. Durante este tiempo, el lanzamiento se pospuso repetidamente, lo que provocó descontento entre los jugadores. El lanzamiento mundial del juego para PC tuvo lugar el 29 de agosto de 2024 en Steam y VK Play.
A pesar de su éxito, incluido convertirse en uno de los 10 juegos con mayor recaudación del mundo en Steam y más de 600,000 listas de deseos antes de su lanzamiento, el lanzamiento estuvo acompañado de críticas por errores, fallas de optimización, física de conducción y el uso de voces sintetizadas para actuación de voz.

## Recepción
Tommaso Pugliese de Multiplayer.it escribió: "CarX Street es un increíble juego de carreras basado en un mundo abierto, con muchos autos, mejoras, ligas y carreras para que experimentes mientras exploras una ciudad muy bonita".